# Medicină

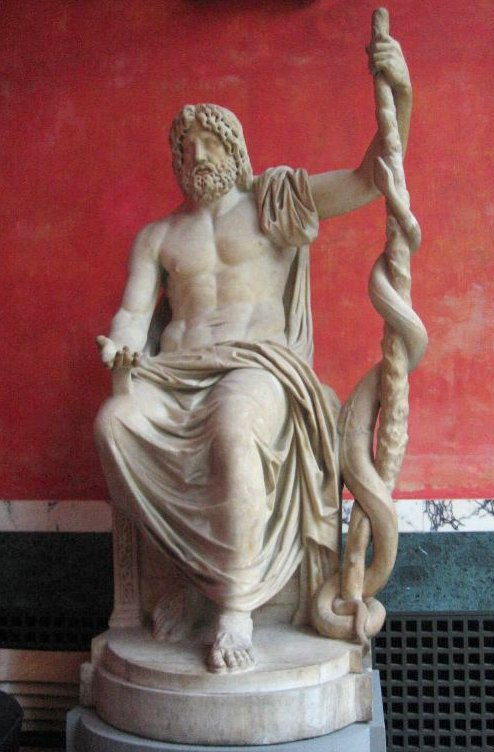
Statuie de marmură care il înfățișează pe Asklepos, zeul grec al medicinei

Medicina (latinescul: ars medicina medicina = arta de a vindeca) este știința și practica stabilirii diagnosticului, prognosticului, tratamentului și prevenirii bolilor. Medicina operează cu concepte mai noi sau mai vechi din majoritatea științelor, de la anatomia umană fundamentală, până la modele matematice complexe și chiar noțiuni împrumutate din câmpul filosofiei și al artei.

## Generalități
Medicina studiază cauzele (Etiologia), manifestările clinice și efectele asupra organelor (Patologia clinică), recunoașterea (Diagnosticul), tratamentul (Terapia) și prevenirea (Profilaxia) bolilor care afectează corpul omenesc.
Medicina modernă se bazează pe Științele Naturii: (Fizică, Chimie, Biologie, Biostatistică), Anatomie, Fiziologie, Microbiologie, Farmacologie, Radiologie. Ea posedă din secolul al XIX-lea o metodă experimentală îmbunătățită permanent din acel moment, dar care a fost totuși utilizată cu frecvență și asiduitate extrem de variabilă în intervalul de timp care a trecut de atunci și până acum câteva decenii, de când s-a conturat și impus tendința E-b.M. (Evidence-based Medicine) în jurul unui nucleu de cercetători care au inițiat o revistă omonimă publicată de către British Medical Journal, American College of Physicians, American Society of Internal Medicine și RanD (fr.). Medicina modernă fondată pe fapte (sau dovezi experimentale), numită și medicină faptică, este o achiziție recentă d.p.d.v. istoric și locală d.p.d.v. civilizațional, căci este specifică lumii occidentale și Europei răsăritene, în restul lumii și azi aceasta fiind responsabilă de tratarea doar a unei minorități dintre pacienți, care din varii motive (incultură sau lipsa de exercițiu de gândire critică, lipsă de mijloace financiare, inerția tradițiilor vechi de secole sau chiar milenii) apelează la medicina tradițională a țărilor sau culturii de care aparțin. În acest sens pentru ei "medicina alternativă" nu este deloc alternativă, ba chiar fiind forma principală de medicină utilizată în tratamentul celei mai mari părți a populației. Crucial pentru apariția și împământenirea medicinei convenționale a fost, alături de cizelarea metodei științifice în alte discipline și anumite evoluții pe tărâmul filozofiei științei, perfecționarea metodei numerice, utilizarea stasticii în medicină și crearea unei teorii a studiului clinic, ca și interpretarea critică a datelor ("trebuie să luptăm contra falselor dovezi, a acelor "indicii la prima vedere", pentru a descoperii realitatea faptelor", spuneau medicii pionieri ai metodei în sec. al XIX-lea). E vorba despre metoda de culegere și tratament a datelor clinice și anatomo-patologice (antecedente personale, istoria maladiei, rezultate examen fizic și complementare, evoluție și, dacă e cazul, rezultatele examenului după deces). Necesitatea studiului numeric s-a impus datorită faptului că nu putea fi stabilit un tablou general fiabil al unei boli prin simpla analiză a cazurilor singulare individuale). Doar după constituirea unui astfel de tablou general al unei maladii putem vorbi despre un diagnostic efectuat pe baza datelor unei cazuistici competent analizate, diagnosticul trecând astfel de sub imperiul magiei în știința propriu-zisă: simțul clinic, intuiția, flerul și "arta ghicirii" își pierd valoarea de instrumente principale, trecând pe plan secund. 
Medicina a început să fie realmente riguros științifică atunci când medicul a avut curajul să nu trateze, lăsând ca lot martor pentru comparație un anumit număr de pacienți competent aleși (Claude Bernard, Introducere în studiul medicinei experimentale). Louis Villermé este primul care folosește o astfel de metodă statistică (mai exact numerică) cu lot martor, când în 1827 studiază 87 de pacienți bolnavi de pneumonie. Constatarea lui este că metoda de tratament a vremii, anume sângerarea (scoaterea de sânge) nu are nici un efect asupra bolii, nici în ce privește mortalitatea, nici în ce privește durata simptomelor sau tipului acestora. Pe atunci sângerarea se făcea cu câte 50 de lipitori pe un pacient, tratamentul fiind fondat pe "logica" că orice boală rezultă dintr-o inflamație și că orice terapie trebuie să fie "antiflogistică". La acea dată "cultivatorii" francezi de lipitori nu făceau față la "cererea" imensă a Franței, drept pentru care se importau anual peste 30 de milioane de "viermi vampiri"... De atunci metoda practică s-a îmbunătățit considerabil prin tehnici avansate de eșantionare și introducerea studiilor aleatorii ("randomizate") în dublu-orb. Progresele în statistică au adus și ele contribuții valoroase în corijarea acelor "false probe" despre care vorbeau medicii secolului al XIX-lea . Câteva instrumente ale actualei medicini bazate pe fapte sunt meta-metodologia, ghidul de evaluare al articolelor științifice, filtrele Medline și reviziile S.O.R. (standarde, opțiuni și recomandări, oferă evaluări pe "nivele de dovedire"), și evident, ca în orice știință, sistemul peer-review (care e total insuficient, de altfel, de unde necesitatea celorlalte instrumente anterior citate)).

## Grupe de specialitate
În România, la nivelul anului 2008, medicina se împarte în mai multe grupe de specialitate

### Specialități clinice

#### Grupa specialităților medicale
- Alergologie și imunologie clinică
- Anestezie și terapie intensivă
- Boli infecțioase
- Cardiologie
- Dermatovenerologie
- Diabet zaharat, nutriție și boli metabolice
- Endocrinologie
- Expertiza medicală a capacității de muncă
- Farmacologie clinică
- Gastroenterologie
- Genetică medicală
- Geriatrie și gerontologie
- Hematologie
- Medicină de familie
- Medicină de urgență
- Medicină internă
- Medicina muncii
- Medicină sportivă
- Nefrologie
- Neonatologie
- Neurologie
- Neurologie pediatrică
- Oncologie medicală
- Pediatrie
- Pneumologie
- Psihiatrie
- Psihiatrie pediatrică
- Radioterapie
- Recuperare, medicină fizică și balneologie
- Reumatologie

#### Grupa specialităților chirurgicale
- Chirurgie cardiovasculară
- Chirurgie generală
- Chirurgie orală și maxilo-facială
- Chirurgie pediatrică
- Chirurgie plastică-microchirurgie reconstructivă
- Chirurgie toracică
- Chirurgie vasculară
- Neurochirurgie
- Obstetrică-ginecologie
- Oftalmologie
- Ortopedie și traumatologie (specialitate care asimilează și Ortopedia pediatrică)
- Otorinolaringologie (ORL)
- Urologie

### Specialități paraclinice
- Anatomie patologică
- Epidemiologie
- Fizică medicală
- Fiziokinetoterapie
- Igienă
- Medicină de laborator / Analize medicale: Biochimie medicală, Biologie medicală si Chimie medicală
- Medicină legală
- Medicină nucleară
- Psihologie clinică/medicală
- Radiologie-imagistică medicală
- Sănătate publică și management

### Domeniul medicină dentară
- Chirurgie dento-alveolară
- Ortodonție și ortopedie dento-facială

## Medicina alternativă și complementară
Termenul de Medicină alternativă este atribuit metodelor de tratament care se bazează pe o tradiție empirică, fără baze științifice experimentale. Cuprinde mai multe domenii, din care cele mai cunoscute sunt:
- Acupunctură: metodă de tratament tradițională chineză constând în înțeparea cu ace în anumite puncte ale corpului, considerate a fi în legătură cu organul lezat.
- Homeopatie: se administrează bolnavului doze infinitezimale dintr-o substanță care - în doze mari - provoacă aceleași simptome ca ale bolnavului de tratat, după principiul similia similibus curantur (Christian Hahnemann).
- Chiropraxie și Osteopatie: tratamente prin manipularea întregului corp atât a aparatului locomotor cât și a organelor interne; osteopatia fiind considerată până nu de mult o ramură a medicinei alternative. A devenit în 1990 a III-a disciplină liberă în SUA, după medicina generală și stomatologie. Osteopatia a renunțat la fundamentele ei pseudoștiințifice, devenind practic medicină convențională.[4] În schimb chiropraxia nu este recunoscută drept medicină.[4]
- Reflexologie: tehnică de tratament asociind masajele cu presiuni exercitate asupra anumitor puncte ale corpului.
- Sofrologie: metodă ce are scop diminuarea senzațiilor dureroase sau de indispoziție psihică prin tehnici de relaxare până în starea de hipnoză.

## Învățământul Medical
Vezi și articolul Învățământul medical în România
Studiul medicinei - admis numai după absolvirea unei școli medii (liceu) - are loc în facultățile de medicină ale universităților pe o durată în medie de 6 ani. La sfârșitul studiului se acordă un grad de calificare profesională (medic) și dreptul la liberă practică a medicinei, după criterii diferite de la țară la țară. În multe universități, absolvenții facultăților de medicină prestează la încheierea studiilor Jurământul lui Hippocrate.
Specializarea într-o anumită disciplină se obține prin pregătire postuniversitară de specialitate (numită rezidențiat în România), care include instruire practică în clinici și laboratoare precum și instruire teoretică prin cursuri organizate. Obținerea specialității este condiționată de promovarea unui examen final la sfârșitul perioadei de specializare, numit examen de intrare în specialitate. Durata specializării este cuprinsă între 3 și 6 ani, în funcție de specialitatea medicală. În cele mai multe țări, specializarea este organizată și controlată de asociații profesionale (corespunzătoare Colegiului Medicilor din România) și recunoscută de organele de stat.

## Instituțiile unde se practică medicina
Medicina se exercită în cabinete de consultații, dispensare, policlinici, spitale și sanatorii. Cercetarea științifică în domeniul medicinei are loc în clinici și laboratoare universitare și în institute de cercetare.

#### Organizarea sanitarăși a asistenței medicale a populației
Aceasta este o activitate de interes public și cade în sarcina organelor de stat (de exemplu, Ministerul Sănătății din România) în colaborare cu asociațiile profesionale (Colegiul Medicilor).

Examinarea unei fete bolnave, pictură de Jan Stein (1626-1679), Mauritshuis, Haga

## Momente din istoria medicinei apusene
Vezi și articolele:   Istoria medicinei, Istoria medicinei în România
Încercările de a vindeca bolile sau de a trata rănile sunt tot atât de vechi cât omenirea. Bolile grave reprezentau, ca totdeauna, o problemă serioasă, remedii eficace însă nu existau. Îmbolnăvirile erau privite din punct de vedere magic-demoniac sau ca o pedeapsă din partea forțelor supranaturale. Pentru vindecare se invocau aceste forțe și se făceau sacrificii, se improvizau dansuri, se foloseau formule oculte sau talismane.
Eficiente erau îngrijirea rănilor, repunerea luxațiilor sau fixarea fracturilor, procedee folosite deja în Epoca de piatră.

### Medicina în perioada greco-romană
La vechii greci, la început, zeul artei medicale era Apollo. Mai târziu zeul medicilor a devenit Esculap. Începând din secolul al VI-lea a.Ch. - sub influența școlilor filozofice materialiste ca cea a lui Empedocle (natura este formată din patru elemente: foc, apă, pământ și aer) - medicina capătă trăsături științifice, în special prin persoana lui Hippocrate din Cos, considerat părintele medicinei moderne. În culegerea sa de studii (Corpus Hippocraticum) nu se mai întâlnesc remedii supranaturale, practicile recomandate sunt rezultatul observațiilor empirice.
În epoca elenistică (secolul al III-lea a.Ch.) centrul cultural devine orașul Alexandria, unde Herophilos practică primele disecții a unor cadavre omenești.
Odată cu ascensiunea Imperiului Roman centrul de greutate se mută la Roma. Galenus din Pergamon - grec de origine - dezvoltă teoria umorilor și descrie cele patru manifestări cardinale ale inflamației: roșeață, căldură, umflătură și durere (rubor, calor, tumor, dolor), valabile și în zilele noastre.

Trei intervenții chirurgicale: hemoroizi, polipi nazali, cataractă. După un manuscris al Școlii din Salerno, sec. XI. British Museum, Londra

.

### Medicina în evul mediu

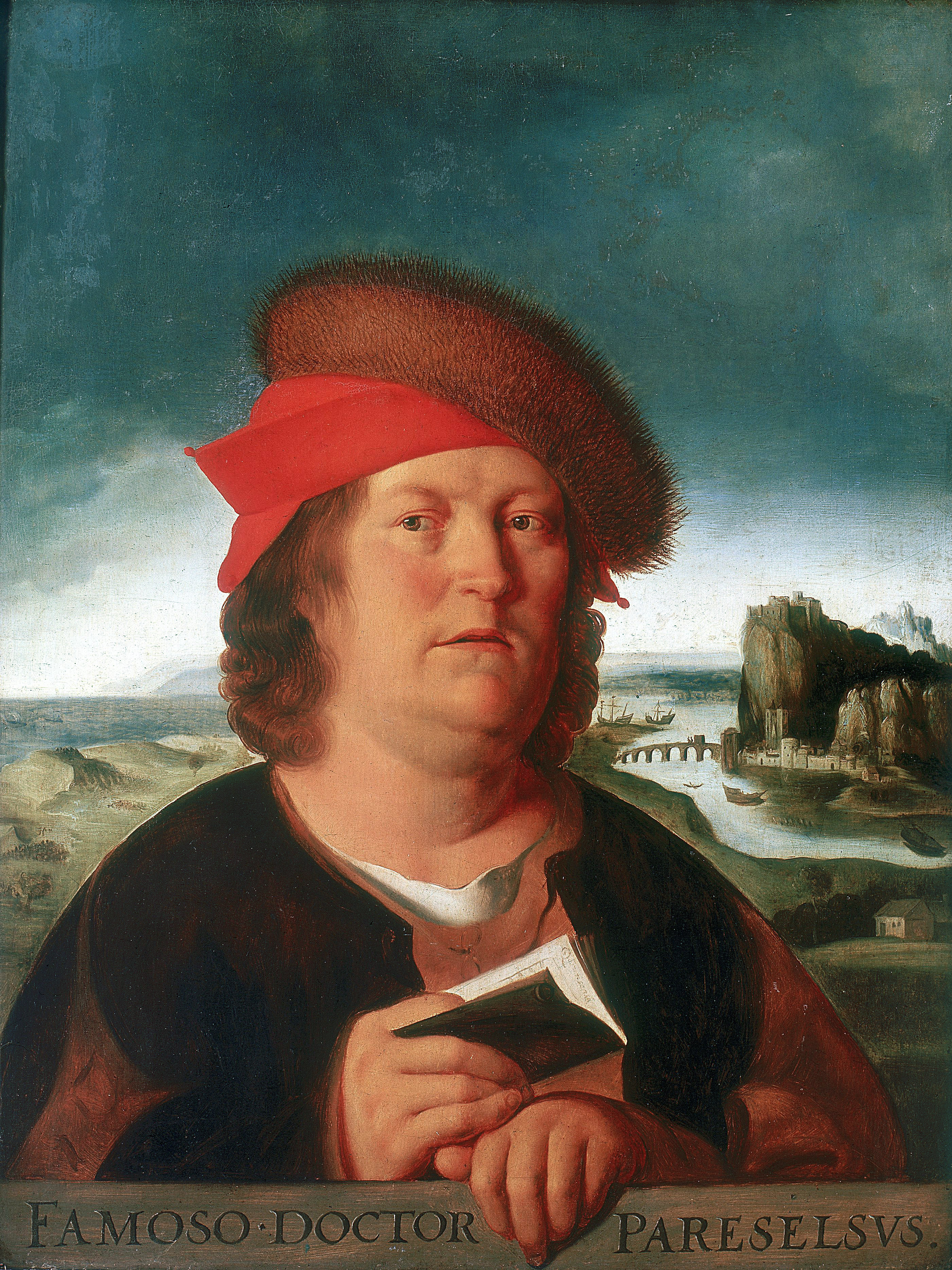
Paracelsus - Portret de Quentin Metsys (1466-1536), Musée du Louvre, Paris

În această epocă știința a cunoscut o fază de stagnare, interpretarea scolastică a textelor luând locul observației. Înaintarea arabilor în bazinul mediteranean a avut  și un efect pozitiv. Cunoscători ai textelor grecești dar și ai celor persane, au propagat în Europa vechile învățăminte ale culturii antice. Al-Razi (secolul al X-lea p. Ch.)a descris variola și pojarul iar vestitul Avicenna (arab.: Ibn Sina) scrie în secolul următor Canon medicinae, operă ce avea să rămână până în vremurile moderne manualul de bază al facultăților de medicină.
Un moment important l-a reprezentat înființarea la începutul secolului al XI-lea, de către călugării benedictini din Monte Cassino, a primei instituții de învățământ medical la Salerno în Italia (Școala de la Salerno). În secolul al XII-lea, tot în Italia, medicina se dezvoltă în special în centrele universitare din Bologna și Padova.

### Medicina în perioadaRenașterii
Se exprimă primele critici asupra concepției lui Galenus și ale școlii arabe, considerate până atunci intangibile, și se redescoperă învățătura lui Hippocrate. Preocupările se îndreaptă în special în direcția anatomiei și în 1543 apare opera monumentală a lui Andreas Vesalius De Humani Corporis Fabrica (Cu privire la construcția corpului omenesc), moment crucial în istoria medicinei.
Tot din această perioadă trebuiesc menționate lucrările lui Girolamo Fracastoro (1478 - 1553), în Italia, cu privire la bolile contagioase (descrie sifilisul sub forma unui poem intitulat Syphilis sive Morbus Gallicus), și ale lui  Philippus Aureolus Paracelsus (1493 - 1541), medic și alchimist în Elveția, asupra substanțelor cu acțiune vindecătoare.
A fost meritul chirurgului francez Ambroise Paré prin succesele sale terapeutice să aducă chirurgia în cadrul medicinei, considerată până atunci o meserie și nu o artă, lăsată la dispoziția bărbierilor.

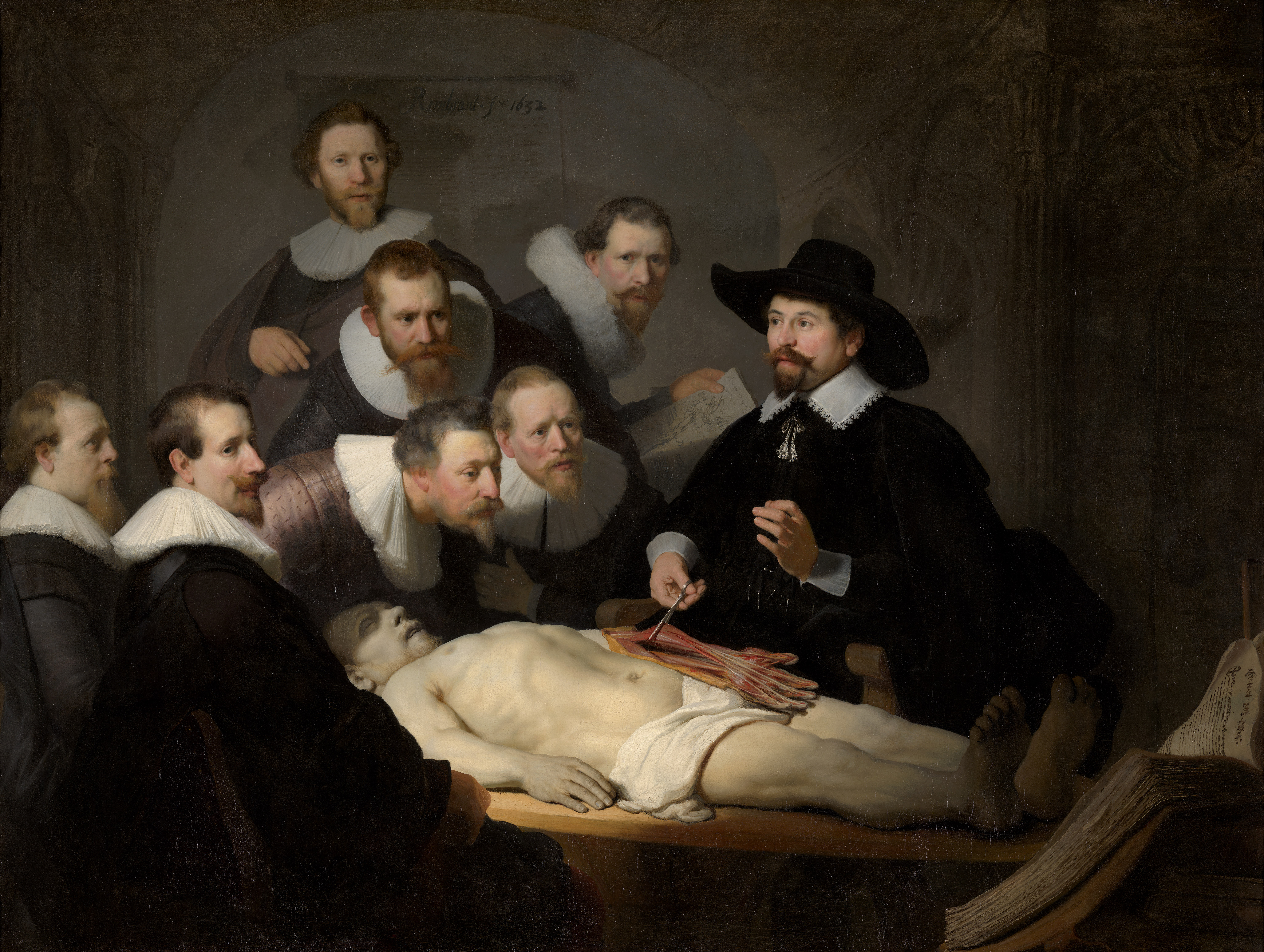
Rembrandt van Rijn: Lecția de Anatomie a doctorului Tulp, 1632 - Mauritshuis, Haga

.

### Începuturile medicinii moderne
În 1628 apare lucrarea anatomistului englez William Harvey Essay on the Motion of the Hearth and the Blood, în care arată că inima funcționează ca o pompă care asigură circulația neîntreruptă a sângelui.
Marcello Malpighi  (1628-1711) de la Universitatea din Bologna (Italia) descoperă capilarele sanguine, în timp ce în Anglia medicul Thomas Willis (1622-1675) vasele de la baza creierului.
Thomas Sydenham (1624-1689), medic englez, face descrieri clinice amănunțite ale malariei, recunoaște deosebirea dintre scarlatină și pojar și face observații epidemiologice.
În anul 1632 a fost introdusă Chinina în tratamentul malariei, prima substanță cu adevărat eficace în tratarea bolilor.
În Italia, către sfârșitul secolului al XVIII-lea, apar studiile de patologie ale lui Giovanni Battista Morgagni (1682-1771) iar Lazzaro Spallanzani (1729-1799) infirmă teoria generației spontane.
În 1796 medicul englez Edward Jenner (1749-1823) introduce metoda vaccinării anti-variolice.

### Medicina în secolul al XIX-lea
Numeroase descoperiri au condus la progrese importante în diagnosticul și tratamentul  bolilor precum și în dezvoltarea intervențiilor chirurgicale.
În jurul anului 1819, în Franța,  René Laennec (1781 - 1826) introduce stetoscopul, până astăzi cel mai utilizat instrument în examinarea medicală.
Lucrările lui Marie Bichat (1771 - 1804), în Franța, asupra țesuturilor pun bazele histologiei, în timp ce germanul Rudolf Virchow (1821 - 1902), în Berlin (Germania)studiază substraturile anatomo-patologice ale bolilor și emite cunoscuta teorie a patologiei celulare.
Descoperirile fundamentale în lumea microorganismelor ale lui Louis Pasteur (1822 - 1895) și ale lui Robert Koch (1843 - 1910) contribuie la dezvoltarea Microbiologiei, ale lui Emil von Behring (1854 - 1917) și Ilia Mecinicov (1845 - 1926) pun bazele Imunologiei. Pornind de la aceste descoperiri, obstetricianul maghiar Ignaz Semmelweis (1819 - 1865) introduce Asepsia iar  Joseph Lister (1827 - 1912), în Anglia folosește pentru prima dată fenolul ca substanță antiseptică.
Pe tărâmul fiziologiei sunt de remarcat lucrările francezului Claude Bernard (1813 - 1878) asupra funcționării glandei tiroide, ficatului și asupra sistemului nervos vegetativ și ale lui Ivan Petrovici Pavlov (1849 - 1936), în Rusia, cu privire la reflexele condiționate.
Spaniolul Santiago Ramon y Cajal (1852 - 1934) a contribuit la cunoașterea structurii sistemului nervos.
Wilhelm Röntgen, în Germania, (1845 - 1923) descoperă în 1895 razele X și le aplică în investigarea organelor interne.
Introducerea narcozei cu eter în America în de către americanul William Thomas Morton în 1846, a anesteziei locale cu cocaină în 1884 de austriacul Christian Koller și rahianesteziei  în 1898 de către  August Bier în Germania contribuie la dezvoltarea furtunoasă a chirurgiei.

### Medicina în secolul al XX-lea și în prezent
Caracteristică este combaterea efectivă a bolilor infecțioase prin vaccinări în masă, introducerea antibioticelor, prin măsuri sanitare și îmbunătățirea condițiilor de viață.
Tratamentul medicamentos specific cu substanțe chimice al bolilor infecțioase a început în Germania cu lucrările lui Paul Erlich (1854 - 1915). În 1932  Gerhard Domagk (1895 - 1964) descoperă sulfamidele iar în 1928 în Anglia Alexander Fleming (1881 - 1955) constată acțiunea bacteriostatică a ciupercii Penicillium, din care biochimistul  Howard Florey (1898 - 1968) extrage Penicillina în formă pură, inițiindu-se astfel era antibioticelor.
Progrese importante au fost făcute în domeniul geneticii, descoperindu-se modul de transmitere a caracterelor, structura cromozomilor și rolul genelor precum și structura chimică a acidului dezoxiribonucleic (ADN), suportul fizic al informației genetice.
După ce se cunoșteau deja anticorpii serici ca factori esențiali în mecanismele de apărare ale organismului, în a doua jumătate a secolului al XX-lea se pune în evidență rolul diverselor limfocite în imunitatea celulară și producerea de anticorpi.
La începutul secolului XX, Clemens von Pirquet introduce în medicină termenul de alergie. Studiul științific al bolilor alergice, început de Pirquet, va continua în decursul secolului XX, odată cu creșterea prevalenței bolilor alergice în populație, ducând la dezvoltarea unui nou domeniu al medicinei, numit astăzi Alergologie și imunologie clinică.

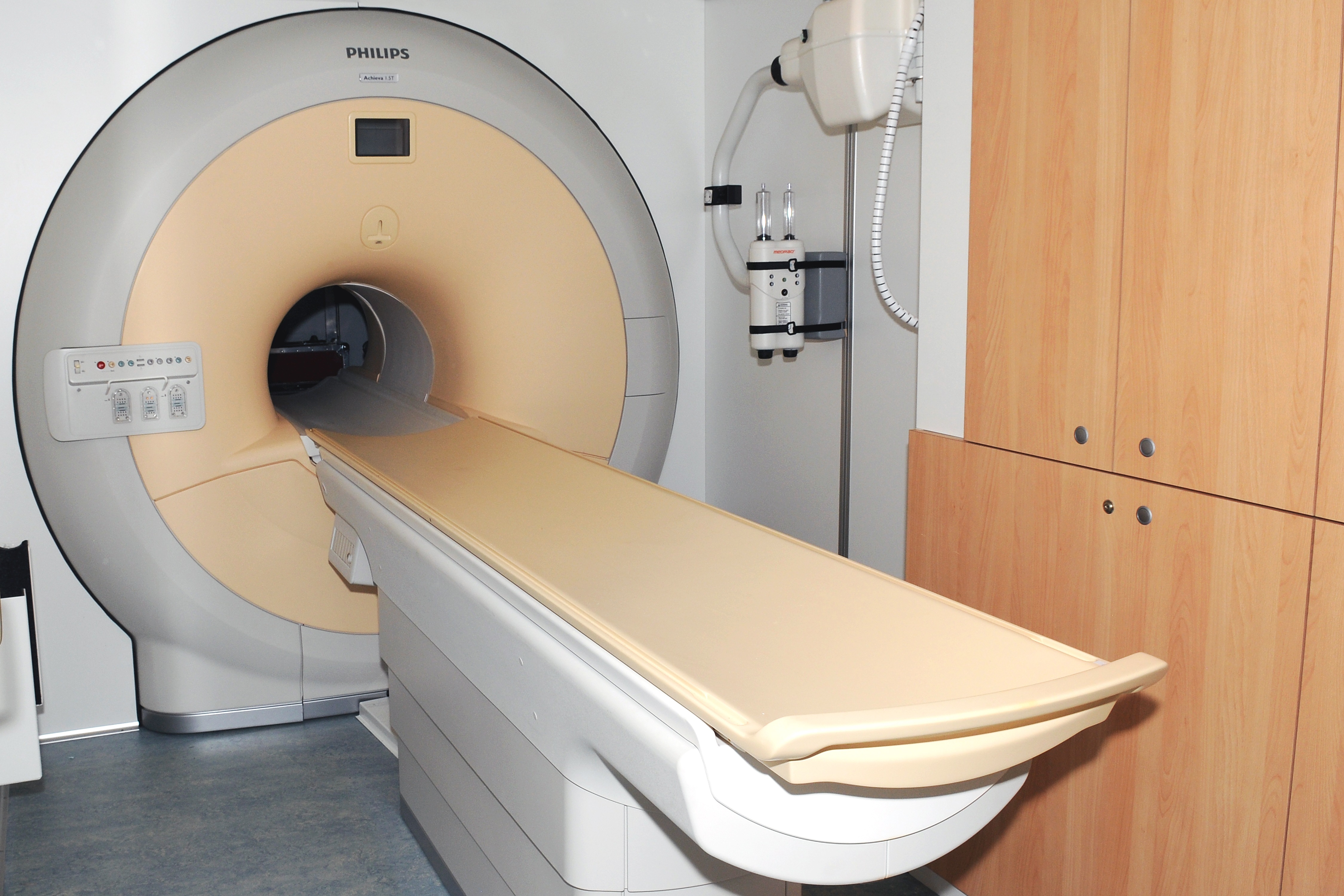
Aparat de Rezonanță Magnetică Nucleară (RMN)

RMN: Imagine medio-sagitală a creierului

Ca metode de investigație sunt de menționat introducerea Tomografiei computerizate, a Tomografiei de Rezonanță Magnetică Nucleară și a examenelor cu Ultrasunete.
În domeniul chirurgiei, transplantele de organe (în 1967 chirurgul sud-african Christian Barnard efectuează primul transplant de inimă) dau speranțe de supraviețuire multor bolnavi altfel incurabili.
După ce Charles Sherrington (1857 - 1952) efectuase studii fundamentale asupra funcționării sistemului nervos, canadianul Wilder Penfield (1891 - 1976) cercetează funcțiile scoarței cerebrale prin stimulări directe ale suprafeței creierului în timpul unor intervenții chirurgicale. Dezvoltarea Neurochirurgiei se datorează în special americanilor Harvey Cushing (1869 - 1939) și Walter Dandy (1886 - 1946).
Cardiologia a făcut progrese diagnostice prin aplicarea unor metode ca angiografia, cateterismul cardiac iar pe plan terapeutic  prin implantarea de pace-maker, operațiile by-pass în obstrucțiile coronariene, operații în afecțiuni valvulare, medicamentele beta-blocante, dar și prin cunoașterea și adoptarea măsurilor de combatere  a factorilor de risc (fumatul, obezitatea, sedentarismul, hipertensiunea arterială, nivelul ridicat de colesterol). Cancerul rămâne mai departe o problemă dificilă, dar citostaticele s-au dovedit eficiente în unele forme, ca leucemia și altele.
Din toate aceste progrese rezultă însă și o serie de probleme de etică medicală, cele mai multe controversate.
Avem dreptul să prelungim suferința unui bolnav incurabil când el își dorește un sfârșit cu ajutor medical (moartea asistată) sau să menținem într-o stare de viață vegetativă cu ajutorul aparatelor un bolnav cu excluderea funcțională a scoarței cerebrale (sindrom apallic) ?
Este morală întreruperea sarcinii la cerere, sau numai în caz de boli grave ale mamei sau fătului? Avortul ar trebui complet interzis din motive morale sau religioase ?
Este morală utilizarea pentru cercetare sau în terapeutică a țesuturilor recoltate de la embrioni umani ?
La niciuna din aceste întrebări nu se poate da un răspuns cu șanse reale de a fi unanim acceptat.